# Dysaphis centaureae
Dysaphis centaureae är en insektsart som först beskrevs av Carl Julius Bernhard Börner 1950.  Dysaphis centaureae ingår i släktet Dysaphis och familjen långrörsbladlöss. Enligt den finländska rödlistan är arten akut hotad i Finland. Artens livsmiljö är torra gräsmarker. Inga underarter finns listade i Catalogue of Life.